# Зубов, Павел Васильевич
Павел Васильевич Зу́бов (1 марта (13 марта) 1862 — 2 июля 1921) — русский термохимик, нумизмат, скрипач, меценат, библиофил, собиратель монет и медалей.

## Биография
Родился в Москве в семье потомственных почетных граждан Василия Павловича и Клавдии Алексеевны Зубовых, владевших красильной фабрикой в городе Александрове. Рано начал учиться игре на скрипке у профессора Московской консерватории И.В.Гржимали. Среднее образование он получил в частной гимназии Креймана, по окончании которой в 1881 году поступил на естественное отделение физико-математического факультета Московского университета, которое закончил в 1885 году. Более 20 лет проработал в термохимической лаборатории В. Ф. Лугинина в Московском университете. Занимался исследованиями в области термохимии; работы посвящены изучению теплот сгорания различных классов органических соединений. Ещё в гимназические годы Павел Зубов заинтересовался нумизматикой, в результате увлечения собрал большую коллекцию русских и восточных монет; в 1897 году были опубликованы его исследования по русской нумизматике. Нумизматическую коллекцию П.В.Зубова дополняла библиотека, содержавшая богатейший подбор книг по истории и археологии. К концу жизни Павла Васильевича она насчитывала несколько десятков тысяч томов. В 1900 году П.В.Зубов завещал коллекцию, библиотеку, а также значительную сумму денег на их содержание Императорскому Российскому Историческому музею. После смерти П. В. Зубова книги передали в Историческую библиотеку, где они бесследно растворились в общем собрании, так как экслибрисов на них не имелось.
Обладал коллекцией редчайших смычковых инструментов работы Страдивари, Гварнери, Руджери, Амати, которую начал собирать его отец. Был председателем общества Попечительства о бедных Рогожской части, сменив на этом посту К. С. Алексеева.
Жена Наталья Митрофановна (Грачёва). Дети Василий, Мария, Николай, Клавдия. Сын Василий — крупный русский и советский историк, искусствовед, историк философии, вошедший в историю гуманитарной науки России как «русский Леонардо» благодаря глубине и разносторонности своих научных интересов.
Умер в Москве, похоронен на кладбище Спасо-Андроникова монастыря.

## Публикации
- Научные публикации в Журнале Русского физико-химического общества (ЖРФХО) за 1896, 1898, 1901, 1903, 1904, 1906 и 1913 годы.
- Материалы по русской нумизматике. — М.: 1897.